# Coptosperma pachyphyllum
Coptosperma pachyphyllum là một loài thực vật có hoa trong họ Thiến thảo. Loài này được (Baker) De Block mô tả khoa học đầu tiên năm 2007.